# Carex arisanensis
Carex arisanensis är en halvgräsart som beskrevs av Bunzo Hayata. Carex arisanensis ingår i släktet starrar, och familjen halvgräs.

## Underarter
Arten delas in i följande underarter:
- C. a. arisanensis
- C. a. ruianensis